# Список переможців Меморіального кубка
Нижче представлений перелік учасників, як переможців, так і претендентів, розіграшів Меморіального кубка.

## Період з 1972 до 1982 року
З 1972 року Федерацією хокею Канади було вирішено розігрувати Меморіальний кубок між переможцями трьох найсильніших молодіжних ліг країни: Західна канадська хокейна ліга (з 1978 року ЗХЛ), Онтарійська хокейна асоціація (з 1980 року ОХЛ) та ГЮХЛК. Три клуби проводили двоколовий турнір, за підсумками якого визначалися два фіналісти. Саме ці дві команди у єдиній фінальній зустрічі визначали долю трофею.
| Рік  | Переможець                    | Рахунок  | Фіналіст                      | 3-є місце                    | Місце проведення               |
| ---- | ----------------------------- | -------- | ----------------------------- | ---------------------------- | ------------------------------ |
| 1972 | Корнвол Роялс (ГЮХЛК)         | 2:1      | Пітерборо Пітс (ОХА)          | Едмонтон Оіл-Кінгс (ЗКХЛ)    | Оттава                         |
| 1973 | Торонто Мальборос (ОХА)       | 9:1      | Квебек Ремпартс (ГЮХЛК)       | Медисин-Гат Тайгерс (ЗКХЛ)   | Монреаль                       |
| 1974 | Реджайна Петс (ЗКХЛ)          | 7:4      | Квебек Ремпартс (ГЮХЛК)       | Сент-Кетерінс Блекгокс (ОХА) | Калгарі                        |
| 1975 | Торонто Мальборос (ОХА)       | 7:3      | Нью-Вестмінстер Брюїнс (ЗКХЛ) | Шербрук Касторс (ГЮХЛК)      | Кіченер                        |
| 1976 | Гамільтон Фінкапс (ОХА)       | 5:2      | Нью-Вестмінстер Брюїнс (ЗКХЛ) | Квебек Ремпартс (ГЮХЛК)      | Монреаль                       |
| 1977 | Нью-Вестмінстер Брюїнс (ЗКХЛ) | 6:5      | Оттава 67-і (ОХА)             | Шербрук Касторс (ГЮХЛК)      | Ванкувер                       |
| 1978 | Нью-Вестмінстер Брюїнс (ЗХЛ)  | 7:4      | Пітерборо Пітс (ОХА)          | Труа-Рів'єр Драворс (ГЮХЛК)  | Садбері, Су-Сен-Марі           |
| 1979 | Пітерборо Пітс (ОХА)          | 2:1 (ОТ) | Брендон Вит-Кінгс (ЗХЛ)       | Труа-Рів'єр Драворс (ГЮХЛК)  | Шербрук, Труа-Рів'єр та Вердан |
| 1980 | Корнвол Роялс (ГЮХЛК)         | 3:2 (ОТ) | Пітерборо Пітс (ОХА)          | Реджайна Петс (ЗХЛ)          | Брендон, Реджайна              |
| 1981 | Корнвол Роялс (ГЮХЛК)         | 5:2      | Кіченер Рейнджерс (ОХЛ)       | Вікторія Куґарс (ЗХЛ)        | Віндзор                        |
| 1982 | Кіченер Рейнджерс (ОХЛ)       | 7:4      | Шербрук Касторс (ГЮХЛК)       | Портленд Вінтергокс (ЗХЛ)    | Галл                           |

## Перелік учасників розіграшу кубку з 1983-го
Сучасний формат турніру був введений у 1983 році. Учасниками розіграшу Меморіального кубку є переможці своїх ліг (ЗХЛ, ОХЛ та ГЮХЛК) та господар змагань. Вони й розігрують трофей: спочатку в коловому турнірі, а потім в матчах на виліт. 
Також з цього року турнір отримав статус міжнародного, оскільки вперше в історії був проведений не в Канаді, а в американському місті Портленд. Господарі змагань перемігши в турнірі стали також першим не канадським клубом, що зумів виграти кубок.
Курсивом виділені назви команд, котрі були господарями змагань.
| Рік  | Переможець                   | Рахунок   | Фіналіст                           | 3-є місце                     | 4-е місце                        |
| ---- | ---------------------------- | --------- | ---------------------------------- | ----------------------------- | -------------------------------- |
| 1983 | Портленд Вінтергокс (ЗХЛ)    | 8:3       | Ошава Дженералс (ОХЛ)              | Вердан Джуніорс (ГЮХЛК)       | Летбридж Бронкос (ЗХЛ)           |
| 1984 | Оттава 67-і (ОХЛ)            | 7:2       | Кіченер Рейнджерс (ОХЛ)            | Камлупс Дж. Ойлерс (ЗХЛ)      | Лаваль Войзин (ГЮХЛК)            |
| 1985 | Принс-Альберт Рейдерс (ЗХЛ)  | 6:1       | Шавініган Катарактес (ГЮХЛК)       | Су-Сен-Марі Ґрейгаундс (ОХЛ)  | Вердан Джуніор Канадієнс (ГЮХЛК) |
| 1986 | Гвелф Плейтерс (ОХЛ)         | 6:2       | Галл Олімпікс (ГЮХЛК)              | Камлупс Блейзерс (ЗХЛ)        | Портленд Вінтергокс (ЗХЛ)        |
| 1987 | Медисин-Гат Тайгерс (ЗХЛ)    | 6:2       | Ошава Дженералс (ОХЛ)              | Лонгьой Шевальєрс (ГЮХЛК)     |                                  |
| 1988 | Медисин-Гат Тайгерс (ЗХЛ)    | 7:6       | Віндзор Спітфаєрс (ОХЛ)            | Галл Олімпікс (ГЮХЛК)         | Драммонвіль Волтіжерс (ГЮХЛК)    |
| 1989 | Свіфт-Керрент Бронкос (ЗХЛ)  | 4:3 (ОТ)  | Саскатун Блейдс (ЗХЛ)              | Пітерборо Пітс (ОХЛ)          | Лаваль Тайтен (ГЮХЛК)            |
| 1990 | Ошава Дженералс (ОХЛ)        | 4:3 (2ОТ) | Кіченер Рейнджерс (ОХЛ)            | Лаваль Тайтен (ГЮХЛК)         | Камлупс Блейзерс (ЗХЛ)           |
| 1991 | Спокен Чифс (ЗХЛ)            | 5:1       | Драммонвіль Волтіжерс (ГЮХЛК)      | Шикутімі Сагнес (ГЮХЛК)       | Су-Сен-Марі Ґрейгаундс (ОХЛ)     |
| 1992 | Камлупс Блейзерс (ЗХЛ)       | 5:4       | Су-Сен-Марі Ґрейгаундс (ОХЛ)       | Сієтл Тандербердс (ЗХЛ)       | Вердан Колеж Франкас (ГЮХЛК)     |
| 1993 | Су-Сен-Марі Ґрейгаундс (ОХЛ) | 4:2       | Пітерборо Пітс (ОХЛ)               | Лаваль Тайтен (ГЮХЛК)         | Свіфт-Керрент Бронкос (ЗХЛ)      |
| 1994 | Камлупс Блейзерс (ЗХЛ)       | 5:3       | Лаваль Тайтен (ГЮХЛК)              | Шикутімі Сагнес (ГЮХЛК)       | Норт-Бей Сентеніалс (ОХЛ)        |
| 1995 | Камлупс Блейзерс (ЗХЛ)       | 8:2       | Детройт Джуніор Ред-Вінгс (ОХЛ)    | Брендон Вит-Кінгс (ЗХЛ)       | Галл Олімпікс (ГЮХЛК)            |
| 1996 | Гранбі Предаторс (ГЮХЛК)     | 4:0       | Пітерборо Пітс (ОХЛ)               | Брендон Вит-Кінгс (ЗХЛ)       | Гвелф Сторм (ОХЛ)                |
| 1997 | Галл Олімпікс (ГЮХЛК)        | 5:1       | Летбридж Гаррікейнс (ЗХЛ)          | Ошава Дженералс (ОХЛ)         | Шикутімі Сагнес (ГЮХЛК)          |
| 1998 | Портленд Вінтергокс (ЗХЛ)    | 4:3 (ОТ)  | Гвелф Сторм (ОХЛ)                  | Спокен Чифс (ЗХЛ)             | Валь-д'Ор Форерс (ГЮХЛК)         |
| 1999 | Оттава 67-і (ОХЛ)            | 7:6 (ОТ)  | Калгарі Хітмен (ЗХЛ)               | Бельвіль Буллз (ОХЛ)          | Акаді-Батерст Тайтен (ГЮХЛК)     |
| 2000 | Рімускі Ошеанік (ГЮХЛК)      | 6:2       | Беррі Колтс (ОХЛ)                  | Галіфакс Мусгедс (ГЮХЛК)      | Кутенай Айс (ЗХЛ)                |
| 2001 | Ред-Дір Ребелс (ЗХЛ)         | 6:5 (ОТ)  | Валь-д'Ор Форерс (ГЮХЛК)           | Реджайна Петс (ЗХЛ)           | Оттава 67-і (ОХЛ)                |
| 2002 | Кутенай Айс (ЗХЛ)            | 6:3       | Вікторіявіль Тігрес (ГЮХЛК)        | Ері Отерс (ОХЛ)               | Гвелф Сторм (ОХЛ)                |
| 2003 | Кіченер Рейнджерс (ОХЛ)      | 6:3       | Галл Олімпікс (ГЮХЛК)              | Келоуна Рокетс (ЗХЛ)          | Квебек Ремпартс (ГЮХЛК)          |
| 2004 | Келоуна Рокетс (ЗХЛ)         | 2:1       | Гатіно Олімпікс (ГЮХЛК)            | Медисин-Гат Тайгерс (ЗХЛ)     | Гвелф Сторм (ОХЛ)                |
| 2005 | Лондон Найтс (ОХЛ)           | 4:0       | Рімускі Ошеанік (ГЮХЛК)            | Оттава 67-і (ОХЛ)             | Келоуна Рокетс (ЗХЛ)             |
| 2006 | Квебек Ремпартс (ГЮХЛК)      | 6:2       | Монктон Вайлдкетс (ГЮХЛК)          | Ванкувер Джаєнтс (ЗХЛ)        | Пітерборо Пітс (ОХЛ)             |
| 2007 | Ванкувер Джаєнтс (ЗХЛ)       | 3:1       | Медисин-Гат Тайгерс (ЗХЛ)          | Плімут Вейлерс (ОХЛ)          | Льюістон Мейнєкс (ГЮХЛК)         |
| 2008 | Спокен Чифс (ЗХЛ)            | 4:1       | Кіченер Рейнджерс (ОХЛ)            | Бельвіль Буллз (ОХЛ)          | Гатіно Олімпікс (ГЮХЛК)          |
| 2009 | Віндзор Спітфаєрс (ОХЛ)      | 4:1       | Келоуна Рокетс (ЗХЛ)               | Драммонвіль Волтіжерс (ГЮХЛК) | Рімускі Ошеанік (ГЮХЛК)          |
| 2010 | Віндзор Спітфаєрс (ОХЛ)      | 9:1       | Брендон Вит-Кінгс (ЗХЛ)            | Калгарі Хітмен (ЗХЛ)          | Монктон Вайлдкетс (ГЮХЛК)        |
| 2011 | Сент-Джон Сі-Догс (ГЮХЛК)    | 3:1       | Міссісага Ст.-Майклс Меджорс (ОХЛ) | Кутенай Айс (ЗХЛ)             | Оуен-Саунд Аттак (ОХЛ)           |
| 2012 | Шавініган Катарактес (ГЮХЛК) | 2:1 (ОТ)  | Лондон Найтс (ОХЛ)                 | Сент-Джон Сі-Догс (ГЮХЛК)     | Едмонтон Оіл-Кінгс (ЗХЛ)         |
| 2013 | Галіфакс Мусгедс (ГЮХЛК)     | 6:4       | Портленд Вінтергокс (ЗХЛ)          | Лондон Найтс (ОХЛ)            | Саскатун Блейдс (ЗХЛ)            |
| 2014 | Едмонтон Оіл-Кінгс (ЗХЛ)     | 6:3       | Гвелф Сторм (ОХЛ)                  | Валь-д'Ор Форерс (ГЮХЛК)      | Лондон Найтс (ОХЛ)               |
| 2015 | Ошава Дженералс (ОХЛ)        | 2:1 (ОТ)  | Келоуна Рокетс (ЗХЛ)               | Квебек Ремпартс (ГЮХЛК)       | Рімускі Ошеанік (ГЮХЛК)          |
| 2016 | Лондон Найтс (ОХЛ)           | 3:2 (ОТ)  | Руен-Норанда Хаскіс (ГЮХЛК)        | Ред-Дір Ребелс (ЗХЛ)          | Брендон Вет Кінгс (ЗХЛ)          |
| 2025 | Лондон Найтс (ОХЛ)           | 4:1       | Медисин-Гат Тайгерс (ЗХЛ)          | Монктон Вайлдкетс (ГЮХЛК)     | Рімускі Ошеанік (ГЮХЛК)          |